# Starowice, West Pomeranian Voivodeship
Starowice [starɔˈvit͡sɛ] (tiếng Đức: Groß Zacharin)  là một ngôi làng thuộc khu hành chính của Gmina Borne Sulinowo, thuộc hạt Szczecinek, West Pomeranian Voivodeship, ở phía tây bắc Ba Lan.
Trước 1772, khu vực này là một phần của Vương quốc Ba Lan, 1772-1945 Phổ và Đức. Để biết thêm về lịch sử của nó, xem Hạt Drahim và Lịch sử của Pomerania.